# The Decline of Western Civilization Part II: The Metal Years
The Decline of Western Civilization Part II: The Metal Years è un documentario diretto da Penelope Spheeris che descrive la scena heavy metal di Los Angeles nel 1988.
Il film mostra esibizioni ed interviste di noti personaggi e gruppi musicali relativi alla scena heavy metal degli anni ottanta come Ozzy Osbourne, Alice Cooper, Steven Tyler e Joe Perry degli Aerosmith, Megadeth, Chris Holmes dei W.A.S.P., Paul Stanley e Gene Simmons dei Kiss, Lemmy Kilmister dei Motörhead, i Poison, i London, i Tuff, i Faster Pussycat, Lizzy Borden, le Vixen, Odin ed altri.
Negli Stati Uniti è uscito il 17 giugno 1988.

## Trama
Il documentario descrive la scena heavy metal di Los Angeles, ma soprattutto del sottogenere hair metal.
Spheeris intervista tra i personaggi più noti come Alice Cooper, Steven Tyler e Joe Perry, Ozzy Osbourne, Dave Mustaine, Lemmy Kilmister, Paul Stanley e Gene Simmons dei Kiss, Faster Pussycat.

Vengono inoltre intervistate anche band meno famose come London, Odin e Seduce, membri dei Tuff, Vixen ed altri.

## Critica
Il film viene considerato come parziale responsabile della morte del genere glam metal, probabilmente il più in voga nel periodo della sua uscita, e di conseguenza della nascita del grunge.

Il documentario, infatti, metteva in mostra gli eccessi, le idiozie e gli stereotipi portati al massimo di quegli anni. In particolar modo, fu un'intervista a Chris Holmes degli W.A.S.P. a destare scalpore, in cui si vede il chitarrista visibilmente ubriaco su un gommone della piscina di casa sua, mentre sorseggia vodka e quasi sviene dentro l'acqua.